# Metopomystrum apterum
Metopomystrum apterum är en insektsart som beskrevs av Günther, K. 1939. Metopomystrum apterum ingår i släktet Metopomystrum och familjen torngräshoppor. Inga underarter finns listade i Catalogue of Life.